# 芹沢直美
芹沢 直美（せりざわ なおみ、1965年12月17日 - ）は、日本の元アイドル、実業家。本名：我妻 尚美（あがつま なおみ）。宮城県仙台市出身。

## 人物
都内の街頭で芸能関係者にスカウトされ、芸能プロダクション「芸音」と契約をする。
TBS系連続ドラマ『夏・体験物語2』のオーディションを受けて合格し、芸能界デビュー。大学生にナンパされて遊ばれ、妊娠する役柄で人気を集める。放送時、主要キャストのアイドルたちの中でも、ファンレターの数はナンバー1だった。
ドラマ放送終了2か月後に、ポリドールより1986年11月1日「黙っててあげる」でアイドル歌手デビュー。デビュー時は年齢を2歳若く詐称していた。理由は、アイドル歌手デビューする際に、同時期にデビューしているアイドルの年齢に合わせるレコード会社、所属事務所の戦略だった。
「芹沢」という芸名の由来は、当時下宿していた所属事務所の社長宅が、神奈川県茅ヶ崎市芹沢にあった事から、社長が命名。時折、茅ケ崎から都心まで社長所有のジープを運転して通勤するアクティブな面もあり、ベンツSLが憧れの車だった。
我妻佳代は実妹だが、上述の詐称が当人のデビューに際し影響を与えることとなる（本人の項参照）。
歯科医師と結婚して芸能界を引退したが、後に離婚。その後、2021年10月に「結婚相談所 WeBCon」を運営する千葉県市川市の企業「株式会社ウェブ」の取締役 兼 サービス責任者に本名の我妻尚美で就任。

## 出演

### バラエティ番組
- 1987 新春オールスター大運動（1987年1月3日、TBS）
- '87 ABCヤングアイドル野球大会（1987年6月、ABCテレビ）
白軍のレポーターを務める。同年6月6日に阪神甲子園球場で収録。

### テレビドラマ
- 夏・体験物語2（1986年、TBS） - 南祥子 役
- 毎度おさわがせしますIII（1987年、TBS） - 浅野暁美 役
- 月曜ドラマランド（フジテレビ）
  - 「ぺぱーみんと・エイジ」（1987年3月16日）
  - 「タッチ」（1987年6月1日）
  - 「スケバン保母さん ツッパリ風雲録」（1987年7月6日）
- 桃色学園都市宣言（フジテレビ）[1]
- 暴れん坊将軍III（テレビ朝日）（1989年）
  - 第77話「おしゃれ殿様」 - お七 役
- 暴れん坊将軍III（テレビ朝日）（1990年）
  - スペシャル「激闘! 大阪城、吉宗に挑む豊臣一族!」　- 茜　役
- 火曜スーパーワイド（テレビ朝日）
  - 辻真先の婚約旅行殺人事件シリーズ7「婚約旅行シリーズ 沖縄ハネムーン連続殺人事件」（1990年1月16日）
  - 「三毛猫ホームズの感傷旅行」（1990年8月7日） - マキ 役
- 続続・三匹が斬る!（テレビ朝日）
  - 第3話「酒と女と小判漬け、悪徳家老に大変身!」（1990年1月18日）
  - 第17話「花嫁の首恋しや妖怪鬼八」（1990年5月31日） - 八重 役
- 将軍家光忍び旅 第1シリーズ 第5話「箱根に散った花一輪」（1990年11月24日、テレビ朝日） - 桔梗 役

### CM
- ワーナー・ランバート（現モンデリーズ・ジャパン）のキャンディ 「HALLS」
- 花王 「モイスチャーミルクバブ」

### Vシネマ
- 首都高速トライアル2（1990年、にっかつビデオフィーチャー） - のぞみ 役
- IMADOKI 初恋物語（1991年、ジャパンホームビデオ） - 沢田みちる 役

## 作品

### シングル
- 黙っててあげる／KOOL DOLL（1986年11月1日）
- Virgin番外地／Nice! Nice! Nice!（1987年2月25日）
- Young Girl／ゆうべLove You So（1988年5月1日）

### オムニバス
- おしえてアイドル ポリドール2 恋のティニィ・ウィニィ（2000年10月25日） - 『Young Girl』を収録
- 80'sメモリアル・アイドル ファースト・キッス（3枚組、2006年3月29日） - Disc2に『黙っててあげる』を収録
- Hotwax presents Girl's, It ain't easy JAPANESE POPS 1980's（2006年4月19日） - 『黙っててあげる』、『Virgin番外地』の2曲を収録

### ビデオ
- 潮風のエンジェル（1987年、大陸書房）
- ためらい（1988年、大陸書房）
- 戯れの出来事（1990年、パワースポーツ）

### DVD
- アイドルをめっけ!!（2004年、ニューシネマ・ジャパン）-　復刻版DVD

### 写真集
- 不思議な君が好き（1987年1月、英知出版）
- sincerely（1989年3月、近代映画社）